# 119 Pułk Grenadierów (Cesarstwo Niemieckie)
119 Pułk Grenadierów im. Królowej Olgi (1 Wirtemberski) (niem. Grenadier-Regiment „Königin Olga” (1. Württembergisches) Nr. 119) – pułk piechoty niemieckiej okresu Cesarstwa Niemieckiego.

## Historia
Pułk został sformowany wiosną 1673. Stacjonował w Stuttgarcie . Wchodził w skład XIII Korpusu Armijnego .
W wyniku mobilizacji, w sierpniu 1914 pułk osiągnął gotowość bojową i w składzie 51 Brygady Piechoty 26 Dywizji został wysłany na front zachodni.

## Bibliografia

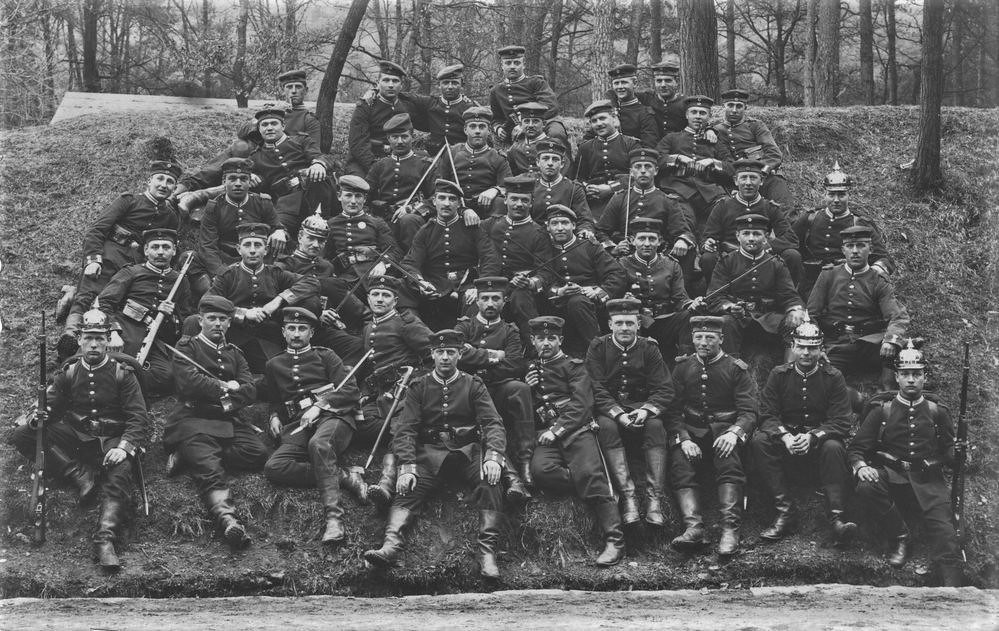
Żołnierze pułku